# Починок (Палехский район)
Почи́нок — деревня в Палехском районе Ивановской области. Входит в Пеньковское сельское поселение.

## География
Находится в северо-восточной части Палехского района, в 23,5 км к северо-востоку от Палеха (25,8 км по автодорогам).

## Население
| 1859 | 1905 | 2010 |
| ---- | ---- | ---- |
| 163  | ↗173 | ↘20  |